# Bredo von Munthe af Morgenstierne (1851–1930)
Bredo Henrik von Munthe af Morgenstierne, född 11 november 1851, död 24 april 1930, var en norsk jurist. Han var bror till Wilhelm von Munthe af Morgenstierne.
Munthe af Morgenstierne blev juris doktor 1887 med avhandlingen Om Ersatningsansvar for andres Handlinger. Han blev 1884 assessor i Kristiania byret, var 1889-1919 professor i lagkunskap, statsekonomi och statstik vid Det Kongelige Frederiks Universitet och var 1912-18 universitetets rektor. Munthe af Morgenstierne var ordförande i ett flertal banker och andra ekonomiska företag, ledamot i åtskilliga statliga kommittéer, som politiker en varm unionsvän. Munthe af Morgenstierne skrev i Det Kongelige Frederiks Universitet (1911), Lærebok i den norske Statsforfatningsret (1900, 3:e utgåvan 2 band, 1926-27), Das Staatsrecht des Königreichs Norwegen (1911), Norsk socialstatistik (1919) med flera samt avhandlingar om myntväsen och ett stort antal artiklar om juridik, nationalekonomi, historia, politik, skönlitteratru med mera i norska och utländska tidskrifter och tidningar.